# Głogówek (stacja kolejowa)
Głogówek – stacja kolejowa w Głogówku, w województwie opolskim, w Polsce.

## Ruch pasażerski
| Rok  | Wymiana pasażerska na dobę |
| ---- | -------------------------- |
| 2017 | 50-99                      |
| 2022 | 50-99                      |

## Historia
Powstanie stacji w Głogówku wiązało się z rozwojem przemysłu na terenie Górnego Śląska od połowy XVIII wieku, kiedy to rządy nad regionem przejęło Królestwo Prus w wyniku zwycięskiej wojny z państwem Habsburgów. Na początku XIX wieku wraz z pojawieniem się transportu kolejowego powstały pierwsze inicjatywy połączenia regionu z Wrocławiem. Już w 1843 pojawił się pomysł budowy połączenia Wrocławia z Górnym Śląskiem, które miałoby prowadzić m.in. przez Głogówek. 12 stycznia 1853 zamierzano utworzyć połączenie kolejowe na linii Koźle–Prudnik. Spółka Kolej Górnośląska 7 lipca 1869 otrzymała koncesję na budowę linii z Ząbkowic Śląskich. Budowę kolejowej magistrali podsudeckiej ukończono w 1876.
W ramach akcji „Mosty”, która rozpoczęła III powstanie śląskie, powstańcy wysadzili most kolejowy w pobliżu Dzierżysławic na odcinku Racławice Śląskie–Głogówek.